# Pitarque
Pitarque ist eine Gemeinde in der Provinz Teruel in der Autonomen Region Aragón in Spanien. Sie liegt in der Comarca Maestrazgo und hatte 2024 61 Einwohner.

## Lage
Pitarque liegt etwa 60 Kilometer (Luftlinie) in nordöstlicher Richtung von der Provinzhauptstadt Teruel und etwa 125 Kilometer (Luftlinie) südsüdöstlich von Saragossa in einer Höhe von ca. 1000 m.

## Bevölkerungsentwicklung
| Jahr      | 1970 | 1981 | 1991 | 2001 | 2011 | 2021 |
| Einwohner | 252  | 159  | 135  | 104  | 88   | 68   |

Die Mechanisierung der Landwirtschaft sowie die Aufgabe bäuerlicher Kleinbetriebe und der daraus resultierende Verlust an Arbeitsplätzen haben seit der Mitte des 20. Jahrhunderts zu einer Landflucht geführt.

## Sehenswürdigkeiten
- Marienkirche

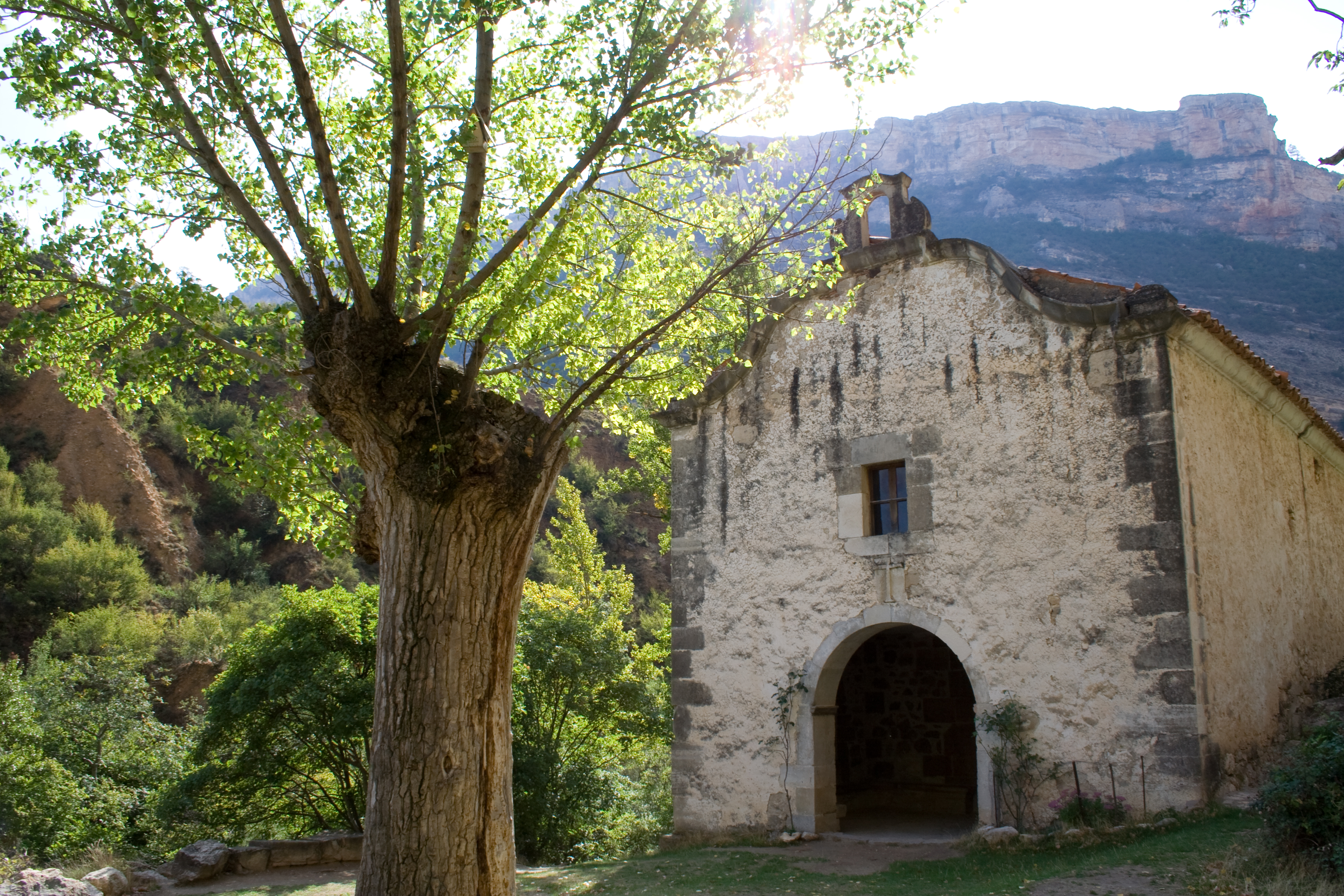
Marienkapelle

- Marienkapelle